# Tannahill Weavers

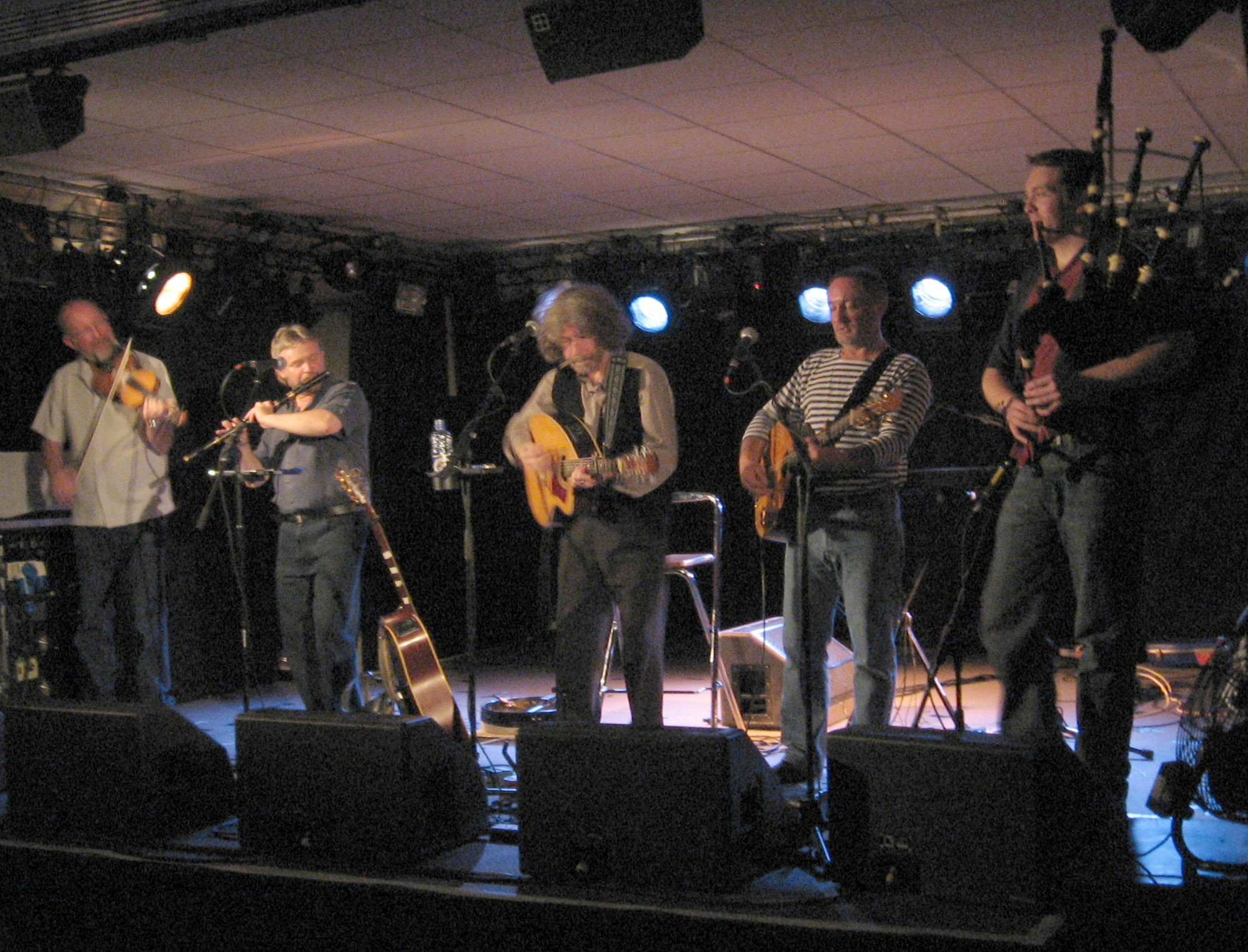
Die Tannahill Weavers in Aberdeen 2007

Die Tannahill Weavers sind eine Folkgruppe aus Schottland. Der Name bezieht sich auf den schottischen Dichter Robert Tannahill, von dem auch mehrere Lieder zum Repertoire der Band gehören. Die Band wurde 1968 in Paisley gegründet und hatte dort auch ihren ersten Auftritt im St. Peter’s Folk Club, der dem Vater des Gründungsmitglieds Neil Doherty gehörte.
Ihr erstes Album erschien 1976, mit ihrem zweiten Album führten sie als eine der ersten Folkgruppen den Dudelsack (s. a. Highland bagpipes) ein, der ursprünglich ein Soloinstrument ist, und trugen so maßgeblich dazu bei, den Klang der traditionellen schottischen Folkmusik zu erweitern.
Im Zuge ihrer weltweiten Tourneen sind sie seit 1975 auch oft im deutschsprachigen Raum aufgetreten. 2018 feierten sie ihr 50-jähriges Bühnenjubiläum und veröffentlichten mit "Òrach" eine neue CD.
Das in der Regel auf akustischen Instrumenten (hauptsächlich Gitarre, Mandoline, Violine, Flöten, Dudelsack, Bodhrán) gespielte musikalische Repertoire der Tannahill Weavers ist geprägt von modern aufbereiteter Musik aus der keltischen Tradition der britischen Inseln. Es erstreckt sich von romantisch-melancholischen meist in schottischem Englisch vorgetragenen Balladen über mehrstimmige a-cappella-Stücke bis zu rasanter gespielter Tanzmusik in Form von Jigs und Reels. Die Tannahill Weavers stechen in der einschlägigen Folkmusik-Szene dadurch hervor, dass sie diese sehr unterschiedlichen Stil-Elemente in vielen ihrer Einzeltitel miteinander verbinden, wodurch sie in ihrem Genre eine spezifische musikalische Dynamik entfalten.

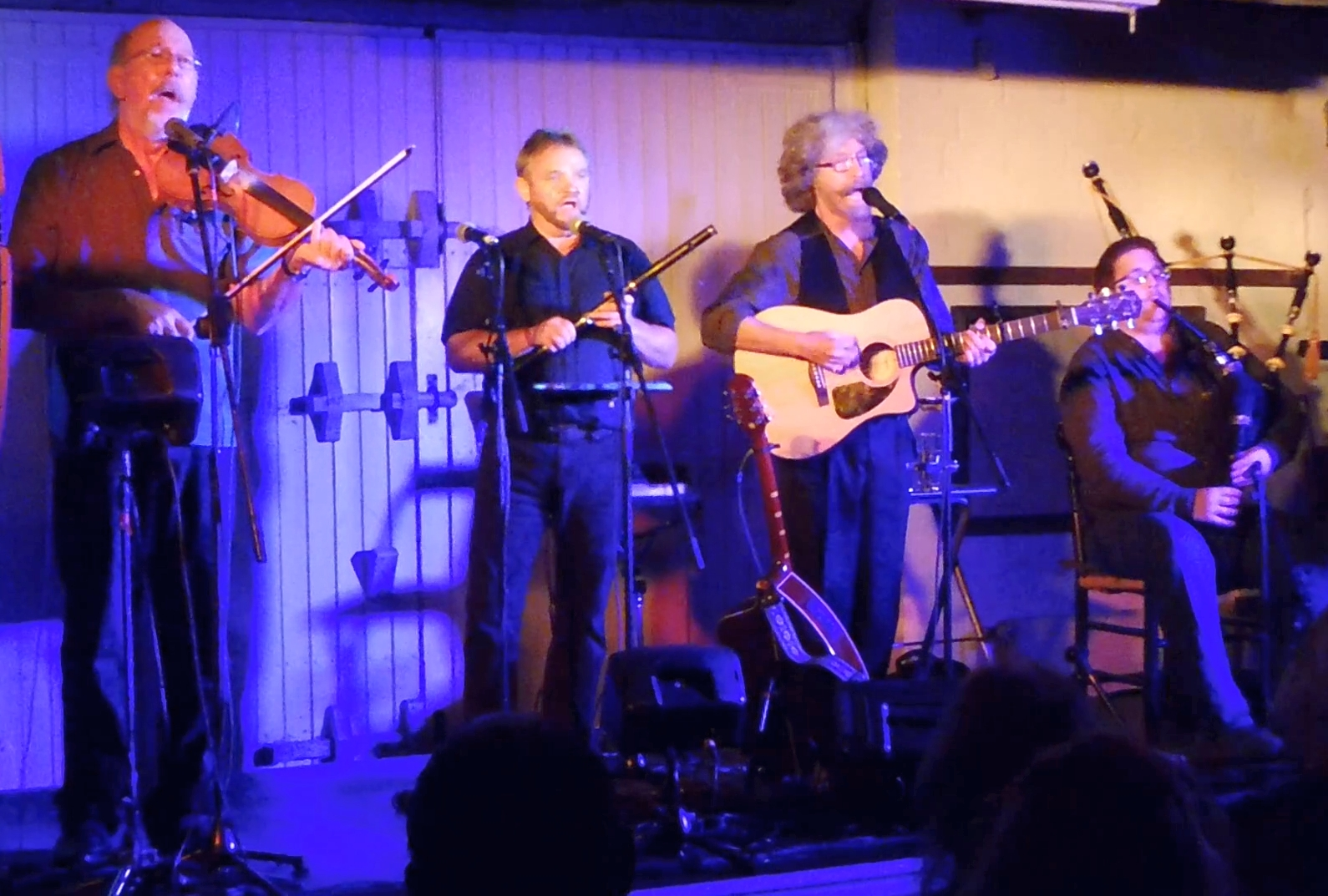
Die Tannahill Weavers am 17. November 2016 in Schneverdingen

## Die aktuellen Mitglieder
- Roy Gullane (Gitarre, Gesang)
- Phil Smillie (Querflöte, Tinwhistle, Bodhrán, Gesang)
- John Martin (Geige, Cello, Viola, Gesang)
- Lorne MacDougall (Dudelsack, Whistle)
- Iain Donald MacGuillivray Dudelsack

Roy Gullane und Phil Smillie gehören der Gruppe seit ihrer Gründung an.

## Ehemalige Mitglieder

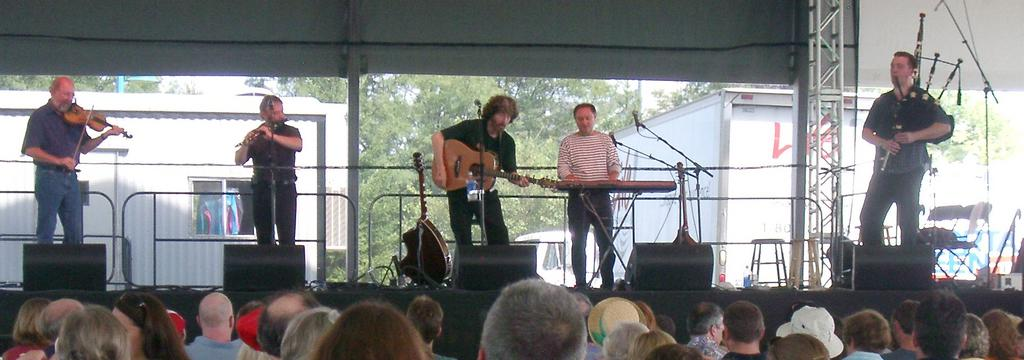
Die Tannahill Weavers im Jahr 2005 bei einem Auftritt auf dem Dublin Irish Festival im US-amerikanischen Dublin, Ohio

- Alan MacLeod (Dudelsack, Tinwhistle, Mandola, Orgel, Gesang)
- Bill Bourne (Gesang, Bouzouki, Gitarre, E-Gitarre, Geige, Keyboard, Basspedal)
- Colin Melville (Dudelsack, Tinwhistle)
- Dougie MacLean (Geige, Mandoline, Gesang, Gitarre, Tenor banjo)
- Duncan J. Nicholson (Dudelsack, Tinwhistle)
- Gordon Duncan (Dudelsack, Tinwhistle)
- Hudson Swan (Bouzouki, Gesang, Geige, Glockenspiel, Mandoline)
- Iain MacInnes (Dudelsack, Tinwhistle, Gesang)
- Kenny Forsyth (Dudelsack, Tinwhistle)
- Leslie Wilson (Bouzouki, Keyboard, Basspedal, Gitarre, Gesang)
- Mike Ward (Geige, Gitarre, Gesang)
- Ross Kennedy (Bouzouki, Geige, Basspedal, Gesang)
- Stuart Morison (Geige, Percussion, Gitarre)
- John Cassidy (Flöte, Gesang) – Gründungsmitglied
- Stuart McKay (Gesang, Gitarre, Tinwhistle) – Gründungsmitglied
- Neil Doherty (Gesang, Gitarre, Mandoline, Tinwhistle) – Gründungsmitglied
- Jim McGowan (Gesang) – Gründungsmitglied

## Diskografie
- Are Ye Sleeping Maggie (1976)
- The Old Woman’s Dance (1978)
- The Tannahill Weavers (1979)
- Tannahill Weavers IV (1981)
- Passage (1984)
- Land of Light (1986)
- Dancing Feet (1987)
- Best of the Tannahill Weavers 1979–1989 (1989)
- Cullen Bay (1990)
- The Mermaid’s Song (1992)
- Capernaum (1994)
- Leaving St. Kilda (1996)
- The Tannahill Weavers Collection: Choice Cuts 1987–1996 (1997)
- Epona (1998)
- Alchemy (2000)
- Arnish Light (2003)
- Live and In Session (2006)
- Òrach – The Golden Anniversary Album (2018)